# Meret Schneider
Pour les articles homonymes, voir Schneider.
Meret Schneider, née le 22 août 1992 à Uster (originaire du même lieu et d'Arni), est une personnalité politique suisse, membre des Verts.
Elle est députée du canton de Zurich au Conseil national de fin 2019 à fin 2023 et à nouveau depuis fin 2024.

## Biographie
Meret Schneider naît le 22 août 1992 à Uster, dans le canton de Zurich. Elle est originaire du même lieu et d'Arni, dans le canton de Berne.
Elle grandit à Uster. Au jardin d'enfants, elle côtoie son futur collègue au Parlement Andri Silberschmidt.
Après des études en linguistique et sciences de l'environnement à l'Université de Zurich, elle est responsable auprès de l'association antispéciste Sentience Politics de plusieurs initiatives communales pour une alimentation durable, puis devient codirectrice de l'association. Elle travaille par la suite pour l'association de protection des droits des animaux Vier Pfoten.
Meret Schneider est végane depuis 2014. Elle déclare souffrir de troubles alimentaires.
Elle vit à Uster. Sa sœur cadette, Pia, est responsable de communication.

## Parcours politique
À 16 ans, elle crée la section des Jeunes verts de l'Oberland zurichois. Le 3 mai 2013, elle est élue présidente des Jeunes verts du canton de Zurich.
Placée en tête de la liste des Verts, elle siège de 2014 à 2019 à l'assemblée communale d'Uster.
En mars 2019, elle est élue au Grand Conseil du canton de Zurich, qu'elle quitte rapidement après son élection surprise au Conseil national en octobre 2019. Elle siège au sein de la Commission de la science, de l'éducation et de la culture (CSEC).
Elle est l'un des auteurs de l'initiative populaire fédérale sur l'élevage intensif, et s'engage notamment contre le gaspillage alimentaire et la protection du climat,. Un magazine agricole la considère en 2023 comme l'un des parlementaires les plus influents du pays en matière de politique agricole.
Elle n'est pas réélue au Conseil national en 2023, pour 671 voix (53 392 contre 54 063 à sa colistière Katharina Prelicz-Huber). À la suite de la démission de Bastien Girod, elle retourne au Conseil national comme première des viennent-ensuite en automne 2024. Elle siège cette fois au sein de la Commission des affaires juridiques (CAJ).